# تجزیه ماتریس
در رشته ریاضی جبر خطی، تجزیه ماتریس (به انگلیسی: Matrix decomposition) یا فاکتورسازی ماتریس، فاکتورسازی یک ماتریس به حاصل‌ضرب ماتریس‌ها است. بسیاری از تجزیه ماتریس‌های مختلف وجود دارد که هر کدام در میان دسته خاصی از مسائل کاربرد پیدا می‌کنند.